# Serdar (grau)

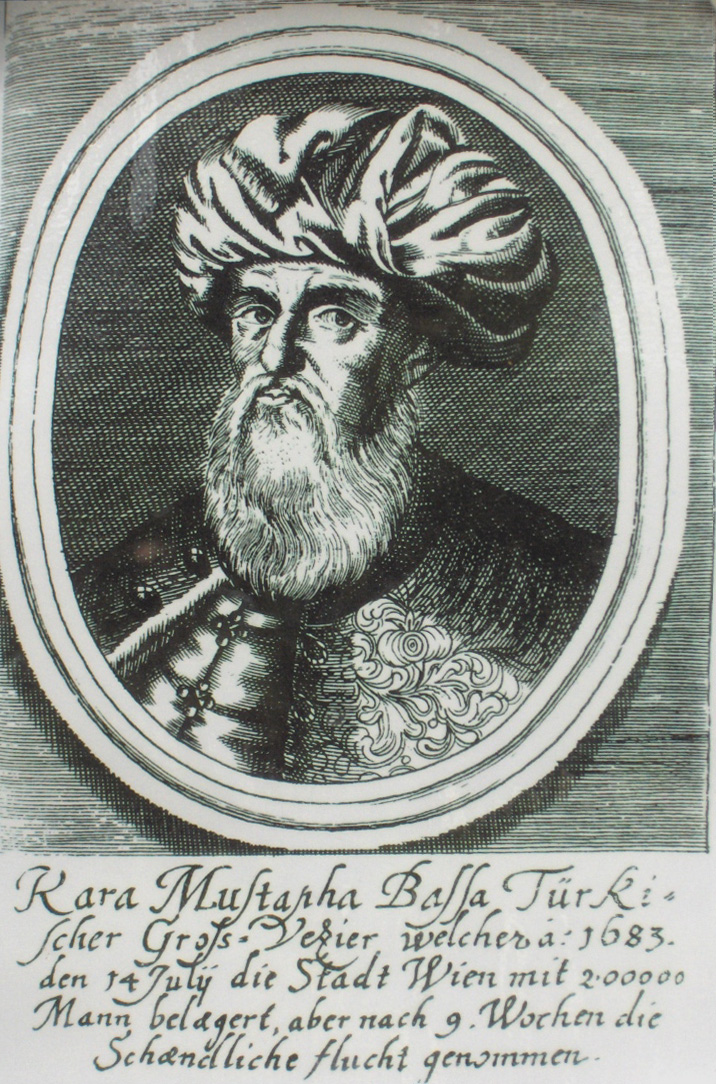
Retrat de Kara Mustafa Paixà, gran visir i serdar de les tropes otomanes a l'expedició de Viena.

Serdar (turc otomà سردار, variant de Sardar, un rang persa) era un grau militar de l'Imperi Otomà i el Principat de Montenegro. Vol dir cap (ser) d'un lloc/terra (dar). Els serdars servien especialment a les fronteres de l'Imperi Otomà. Eren els responsables de mantenir la seguretat a les terres. És el cas de Yakup Ağa, que va ser el pare de Barba-rossa.

## Etimologia
Serdar és un nom compost per dues parts. Ser és un prefix que vol dir cap; dar és un sufix, que vol dir patriota. Ser és una paraula persa i dar és una paraula àrab.

## Usos
- Serdar és un nom popular masculí a Turquia.
- Serdar-ı Ekrem o (Serdar-ı Azam) vol dir comandant en cap amb el més elevat rang i, per tant, a vegades es refereix al Sadrazam de l'Imperi Otomà.[2]
- Serdar també es fa servir com a nom (especialment per donar un sentiment de nostàlgia) amb el seu significat original, és a dir, comandant en cap, en turc. Per exemple, Ordunun serdarı yiğit savaşçılarına saldırı emrini verdi (en català, El comandant en cap de les forces va ordenar atacar als seus valents soldats).
- La paraula ha estat adaptada a l'anglès amb la seva escriptura original o una derivada, com són el cas de serdar, sardar i sirdar, totes elles volen dir comandant en cap d'un exèrcit. Malgrat això, aquestes paraules no es fan servir en la terminologia actual.